# Havad
Havad (románul: Neaua) falu Romániában Maros megyében, Havad község központja. A községhez még négy falu tartozik: Vadasd, Geges, Nyárádszentsimon és Rigmány.

## Fekvése
A falu Marosvásárhelytől 22 km-re délkeletre a Havad-patak mellett, a patak két forráságának egyesülésénél fekszik.

## Nevének eredete
A népi hagyomány szerint a falu területe egykor havas vadon volt.

## Története
1569-ben Hawad néven említi oklevél. 1910-ben 496 lakosából 6 kivételével mind magyarok. A trianoni békeszerződésig Maros-Torda vármegye Nyárádszeredai járásához tartozott. 1992-ben 405 lakosából 365 magyar, 36 cigány és 4 román volt.

## Látnivalók
- Református temploma 1794-ben épült.
- 2010. március 15-én a Romániai Magyar Demokrata Szövetség vezetői jelenlétében felavatták Kossuth Lajos mellszobrát, amelyet egy székelyudvarhelyi öntőműhelyében készítették el a marosvásárhelyi Hunyadi László tervei alapján. A mintegy nyolcvankilós alkotás megközelítőleg 2800 euróba került. A havadi önkormányzat tervét számos támogató segítette.

## Lásd még
- Kossuth Lajos emlékezete Erdélyben